# BSN塩沢ラジオ中継局
BSN塩沢ラジオ中継局（ビーエスエヌしおざわラジオちゅうけいきょく）は、新潟県南魚沼市にある新潟放送の中波放送中継局。正式な名称は「新潟放送塩沢放送局」である。

## 概要
- 当中継局は、南魚沼市中の中之島橋付近に置かれ、南魚沼地域の広範囲に電波を発射している。
- なお、NHK新潟放送局のラジオ中継局についてはNHK六日町ラジオ中継放送所をそれぞれ参照のこと。

## 中継局概要
| 放送局名    | 周波数  | 空中線電力 | 放送対象地域 | 放送区域内世帯数 |
| BSN新潟放送 | 1485kHz | 100W       | 新潟県       | 約-世帯          |